# گرندددی
گرنددی (به انگلیسی: Grandaddy) یک گروه راک مستقل آمریکایی از مودستو، کالیفرنیا است. این گروه در سال ۱۹۹۲ تشکیل شد و تا زمان مرگ گارسیا به دلیل سکته مغزی در سال ۲۰۱۷، جیسون لایتل، آرون برچ، جیم فرچایلد، کوین گارسیا و تیم درایدن در آن حضور داشتند.
پس از چندین ضبط و کاست، گروه با ناشر ویل رکوردز در ایالات متحده و بعداً با یکی از زیرمجموعه‌های وی ۲ رکوردز، بیگ کت رکوردز در بریتانیا قراردادی انحصاری بست. بخش عمده‌ای از خروجی‌های ضبط شده گروه، کار لایتل بود که عمدتاً در استودیو خانگی‌اش کار می‌کرد.
گرنددی تا قبل از جدایی در سال ۲۰۰۶، چهار آلبوم استودیویی منتشر کرد و پس از آن اعضای گروه به کارهای انفرادی و پروژه‌های دیگر ادامه دادند. گرنددی در سال ۲۰۱۲ بازسازی شد، تعدادی اجرای زنده داشت و پنجمین آلبوم استودیویی خود را با آخرین جایگاه در مارس ۲۰۱۷ منتشر کرد.

## تاریخچه

### ۱۹۹۲–۱۹۹۷: شکل‌گیری و انتشارات مستقل نخست
گرنددی در سال ۱۹۹۲ توسط خواننده، نوازنده گیتار و کیبورد جیسون لایتل، نوازنده بیس کوین گارسیا و درامر آرون برچ تشکیل شد. این گروه در ابتدا تحت تأثیر گروه‌های پانک ایالات متحده قرار داشت. لایتل یک اسکیت‌برد سوار حرفه‌ای سابق بود که پس از آسیب دیدگی زانو، به موسیقی روی آورد. لایتل برای تأمین مالی هزینه تجهیزات موسیقی، شروع به کار در یک کارخانه تصفیه فاضلاب کرد. تعدادی از اجراهای زنده اولیه گروه در مسابقات اسکیت بورد بود.
اعضای گروه یک استودیو در خانه خانواده لایتل ساختند، و اولین اثر منتشر شده آنها در سال ۱۹۹۲، کاست دست‌سازی به نام برای ضجه زدن آماده شو (به انگلیسی: Prepare to Bawl) بود. در آوریل ۱۹۹۴ نوار کاست دومشان با عنوان جشن پیچیده همراه با نظریات منتشر شد. تک آهنگ‌های «میشه این عشق باشه» (به انگلیسی: Could This Be Love) و «چشنده» (به انگلیسی: Taster) در اواخر همان سال منتشر شدند. جیم فرچایلد گیتاریست و تیم درایدن کیبوردزن در سال ۱۹۹۵ به گروه پیوستند. فرچایلد که گروه دیگری را ترک کرده بود تا به گرندددی بپیوندد، یکی دیگر از اسکیت‌بورد سواران حرفه‌ای سابق بود و قبلاً در کارهای گرننددی مهمان شده بود. درایدن «رفیقِ جَم» فیرچایلد بود. کاست سوم، به تلاشگر ضربه نزن (به انگلیسی: Don't Sock the Tryer)، کنار گذاشته شد و به جایش اولین مینی آلبوم خود «A Pretty Mess by This One Band» را در آوریل ۱۹۹۶ در لیبل سیاتلی ویل منتشر کرد.
در سال ۱۹۹۷ اولین آلبوم کامل خود، زیر بزرگراه غربی را منتشر کردند. این آلبوم شامل تک‌آهنگ «A.M. 180» بود که در ۲۰۰۲ در یک سکانس در فیلم بریتانیایی ۲۸ روز بعد نمایش داده شد. همچنین از این ترانه در برنامه‌های مختلف بی‌بی‌سی ۴ و در همچنین در تبلیغات تلویزیونی برای اتوموبیل دوج جرنی استفاده شده. یکی دیگر از تک‌آهنگ‌های آلبوم «تابستون اینجاست بچه‌ها» (به انگلیسی: Summer Here Kids) توسط مجله موسیقی محبوب بریتانیایی ان‌ام‌ئی به عنوان «تک‌آهنگ هفته» رتبه‌بندی شد و همچنین به عنوان موسیقی مضمون برای یک نمایش دیگر چارلی بروکر در رادیو بی‌بی‌سی ۴ استفاده شد. این آلبوم باعث افزایش محبوبیت گروه در اروپا و اجرای اصلی در صحنه جشنواره ردینگ و لیدز در سال ۱۹۹۸ شد. گروه در حینی که مشغول تور در ۱۹۹۹ بود، روی آلبوم بعدی، مجموعه دلپذیر شکسته (به انگلیسی: The Broken Down Comforter Collection) کار می‌کرد.

### ۱۹۹۸–۲۰۰۵: قرارداد با رکورد وی۲ و موفقیت جریان اصلی
اعضای گروه که از ویل رکوردز ناراضی بودند، در سال ۱۹۹۹ قراردادی جهانی با وی۲ رکوردز امضا کردند، اولین انتشار آنها در این لیبل آلبوم چندآهنگه «نسبت سیگنال به برف» (به انگلیسی: Signal to Snow Ratio) در سپتامبر همان سال بود. در مه ۲۰۰۹ آنها دومین آلبوم خود را با نام سوفتور سلامپ منتشر کردند که مورد تحسین منتقدان قرار گرفت. ان‌ام‌ئی بعداً آن را در رتبه ۳۴ در «۱۰۰ آلبوم برتر دهه» خود قرار داد و ایندیپندنت به آن عنوان «در حد اوکی کامپیوتر» توصیف کرد. این آلبوم به رتبه ۳۶ در نمودار آلبوم‌های بریتانیا رسید، و به طرفداران گروه افراد مشهوری مانند دیوید بووی، کیت ماس و لیو تایلر افزوده شدند. تا اوایل سال ۲۰۰۱ این آلبوم ۸۰٬۰۰۰ نسخه در سراسر جهان فروخته بود. اولین تک‌آهنگ آلبوم «دریاچه کریستال» هنگامی که در سال ۲۰۰۱ مجدداً منتشر شد، به اولین ترانه لیست ۴۰ آهنگ برتر در بریتانیا تبدیل شد.
در حوالی زمانی که سوفتور سلامپ منتشر شد، از گرندددی دعوت شد تا برای بازگشایی صحنه الیوت اسمیت در تور آلبوم فیگور ۸ اجرا کنند. در برخی از شب‌ها، اسمیت به گرندددی روی صحنه می‌پیوست و بخش‌هایی از ترانه «او ساده‌ست، او خنگ‌ست، او خلبان است» آواز اصلی را می‌خواند. گروه بعداً در تور ایالات متحده کلدپلی نیز اجرای بازگشایی انجام داد. همچنین در سال ۲۰۰۱، بازخوانی این گروه از ترانه «انقلاب» بیتلز در فیلم من سم هستم استفاده شد.
در ۲۰ دسامبر ۲۰۰۲، گرندددی آلبوم «The Ham and Its Lily» با نام مستعار Arm of Roger از طریق انتشارات خصوصی خود Sweat of the Alps منتشر کردند. این آهنگ‌ها قبل از انتشار آلبوم «نسبت سیگنال به برف»، به عنوان یک شوخی با شرکت ضبطشان ضبط شده بودند.
سومین آلبوم آنها به نام «Sumday» که در استودیوی خانگی لایتل ضبط شد، در سال ۲۰۰۳ منتشر شد. گروه آن را با یک تور پیش از انتشار در ایالات متحده با پیت یورن و پس از آن یک تور اروپایی سه هفته‌ای (شامل اجرا در جشنواره گلستونبری) و یک تور بزرگتر در ایالات متحده تبلیغ کرد. لایتل این آلبوم را چنین توصیف کرد: «گرندددی، تأثیر گرفته از گرندددی… آلبوم برتر گرندددی».
در سال‌های ۲۰۰۴ و ۲۰۰۵ لایتل درست مثل گربه خانبادگی (به انگلیسی: Just Like the Fambly Cat) را ضبط کرد که تحت عنوان آلبوم گرندددی منتشر شد، اگرچه که در آن زمان گروه تصمیم به جدایی گرفته بود. این عنوان اشاره‌ای به تمایل لایتل برای ترک مودستو است، شهری که لایتل شاکی بود که «روح مردم را می‌مکد». لایتل آلبوم را بیش از یک سال و نیم در استودیوی خانگی خود در مودستو، «با الکل، مسکن برای بدن دردش و… مواد مخدر تفننی» ساخت و از بقیه اعضای گروه تنها برچ در آن نواخته‌است. همزمان با کار بر روی آلبوم، لایتل گزیده‌هایی از خاطرات تاد زیلا (به انگلیسی: Excerpts from the Diary of Todd Zilla) را ساخت که زودتر منتشر شد.

### ۲۰۰۶–۲۰۱۱: جدایی و فعالیت‌های بعد از گرنددی
در ژانویه ۲۰۰۶، پس از یک جلسه در ماه قبل، لایتل اعلام کرد که اعضای گروه به دلیل عدم درآمد مالی با گروه، تصمیم به جدایی گرفته‌اند. درست مثل گربه خانبادگی در اواخر همان سال به عنوان آلبوم خداحافظی منتشر شد. لایتل به ان‌ام‌ئی اینطور گفت:
اجتناب ناپذیر بود … از یک طرف سرسختی ما نتیجه داده بود، اما از طرف دیگر امتناع از انجام کارها به روشی مرسوم بود انجام داده شوند، اوضاع را برای ما بدتر کرده بود … بخش واقع‌بینانه این بود که برای بسیاری از افراد گروه ثابت نشد که این کار یک سرمایه‌گذاری پول‌ساز بزرگ است.
لایتل جلسه‌ای را در هتلی در مودستو هماهنگ کرد و این اولین بار در دو سال گذشته بود که گروه در یک اتاق با هم بودند. لایتل احساس اعضا در جلسه را ناامیدی توصیف کرد که نتیجه آن قطع ارتباط بین اعضای گروه بود. به گفته لایتل این تصمیم غافلگیر کننده نبود:
همه می‌دانستند تصمیم چه بود، فقط باید آن را رسمی، باید نهایی می‌کردیم. ما باید به کاری که انجام داده‌ایم احترام می‌گذاشتیم، آن را واقعی می‌کردیم.
لایتل همچنین اظهار کرد که او «در تور فرسوده شده» و ترس خود را از مشکلات موادمخدر و الکل‌اش به عنوان عاملی در جدایی گروه ذکر کرد. لایتل در سال ۲۰۰۹ ترجیحش را برای انفرادی کار کردن ابراز کرد و گفت که «کمی آدم تکرویی است». و با اشاره به هم گروهی‌های سابق خود گفت: «مهم‌ترین چیز این است که چهارتا دوست دختر نداشته باشم که همیشه دور و ور من باشند.»
لایتل آلبوم درست مانند گربه خانبادگی را به عنوان آخرین ایستگاه «بسیار مناسب» برای گرنددی می‌دانست. با این حال، او به ساخت موسیقی و اجرای انفرادی ادامه داد و با ام وارد در آلبوم Hold Time همکاری کرد. در سال ۲۰۰۹ لایتل از مودستو به مونتانا نقل‌مکان کرد و اولین آلبوم انفرادی خود را به نام دوستدار شما، مسافر (به انگلیسی: Yours Truly, the Commuter) منتشر کرد. در اواخر سال ۲۰۰۹، لایتل و درامر سابق گرندددی، آرون برچ، به آرون اسپینوزا و آریانا موری از گروه Earlimart پیوستند تا گروه دریاسالار رادلی (به انگلیسی: Admiral Radley) را تشکیل دهند. اولین آلبوم دریاسالار رادلی به نام من عاشق کالیفرنیام (به انگلیسی: I Heart California) در ۱۳ ژوئیه ۲۰۱۰ از طریق لیبل اسپینوزا به نام The Ship منتشر شد. در سال ۲۰۱۱ برچ در گروهی به نام The Good Luck Thrift Store Outfit نوازندگی کرد. دومین آلبوم انفرادی لایتل، دپارتمان ناپدیدی (به انگلیسی: Dept. of Disappearance)، در سال ۲۰۱۲ منتشر شد.
اولین آلبوم انفرادی جیم فیرچایلد، ده برداشت از یک هشدار (به انگلیسی: Ten Readings of a Warning)، در آوریل ۲۰۰۷ منتشر شد. دومین آلبوم Oh for the Getting and Not Letting Go، در ۳۰ ژوئن ۲۰۰۹ منتشر شد. در سال ۲۰۱۰ او برای رهبری پروژه‌ای در موزه هنرهای معاصر سانفرانسیسکو انتخاب شد و در سال ۲۰۱۱ سومین آلبوم خود را با نام Staylow and Mighty منتشر کرد. فیرچایلد همچنین برای گروه‌های Giant Sand ,Great Northern ,Lackthereof و مادست ماوس نواخته‌است.

### ۲۰۱۲–۲۰۱۳: گردهمایی مجدد
در مارس ۲۰۱۲، اعلام شد که گرندددی اصلاحاتی را انجام داده‌است و قرار است تعداد محدودی نمایش را اجرا کند، از جمله اجرای لندن در ۴ سپتامبر و اجرا در جشنواره پایان جاده در بریتانیا. گرندددی همچنین در جشنواره موسیقی و هنر Outside Lands سانفرانسیسکو و جشنواره Rock en Seine پاریس در اوت ۲۰۱۲ نواخت. در ۷ اوت ۲۰۱۲، برای شروع تور اتحاد مجدد خود، آنها یک نمایش «مخفی» را در سالن پارتیزان در مرسد، کالیفرنیا اجرا کردند، که به عنوان «بازوی راجر» نامگذاری شد. روز بعد آنها به عنوان گرنددی در کتابخانه هنری میلر در بیگ سور اجرا کردند.
لایتل در مورد اتحاد مجدد گروه خاطرنشان کرد: «قراری که که در مورد گردهمایی مجدد گذاشتیم اینه که زیاد در موردش صحبت نکنیم … خوبی جشنواره‌ها همین است. نیازی نیست اینجا چیزی بفروشم. وارد شوید، بزنید و بخونید، پول بگیرید، بیرون بروید. فقط چند اجرا وجود دارد … پول یک انگیزه بود (برای هزینه‌های بازسازی زمین تنیس سرپوشیده‌ام، تعویض روغن برای فراری دو دیفرانسیل‌ام) اما ایده بازی کردن و معاشرت با یکدیگه چیزیه که همه بچه‌ها به آن علاقه دارند.»
لایتل بعداً هم گفت: «در واقع تقصیر جیم [فرچایلد] بود. او به ما پیشنهاد کرد که چند نمایش داشته باشیم و من گفتم «نه»، [اما] مرا متقاعد کرد که ممکنه ایده خوبی باشه. کمی در موردش صحبت کردیم. فکر نمی‌کردم هیچ‌کس دیگه‌ای در گروه خوشش بیاد، [اما] بهشون گفت و معلوم شد که همه‌شون مشتاق بودن. فکر کنم آخرین نفری بودم که بله گفتم … من واقعاً متحیر شدم که همه می‌خواستن! وقتی متوجه شدم، گفتم «باشه، بیایید کار رو شروع کنیم، ببینیم چگونه آهنگ‌ها رو بزنیم.» لحظه عجیب زمانی بود که اولین تمرین رو داشتیم. هیچ ایده‌ای نداشتم که قراره چجوری بشه. بعد از پنج روز زدن با همدیگه واقعاً صدای خوبی در اومد. خیلی آسون بود، و ما واقعاً اوقات خوبی را با هم گذروندیم.»
لایتل همچنین اشاره کرد که احتمالاً آلبوم جدیدی از گرندددی را ضبط خواهد کرد و اظهار داشت: «احتمالاً این اتفاق خواهد افتاد. … اگر کسی چیزی در مورد گرندددی بداند، متوجه می‌شود که موسیقی [انفرادی] من و موسیقی گرندددی کمی قابل تعویض است. فکر می‌کنم اگر بخواهم روی ساختن یک آلبوم گرندددی تمرکز کنم، این یک رکورد تمام عیار گرندددی خواهد بود، و من ایده آن را دوست دارم. من می‌خواهم به آن ضربه بزنم.» در اوایل سال ۲۰۱۳، لایتل توضیح داد: "من ایده ساختن یک آلبوم گرندددی دیگر را دوست دارم، اما نمی‌خواهم آن را روی سرم آویزان کنم، مانند "خوب، شما این رکورد را ساختید، حالا شما بچه‌ها می‌خواهید به آنجا بروید و در آنجا تور کنید. حمایت از آن؟ … من به این سناریوی رؤیایی امیدوار هستم که در آن بتوانم هر چند وقت یکبار رکوردهای گرندددی را بسازم و این همه چیزهای کثیف همراه با آن را نداشته باشم. من قبلاً این کار را انجام دادم و دیگر برای من جذاب نیست.»

### ۲۰۱۴–۲۰۱۸: آخرین جایگاه و مرگ کوین گارسیا

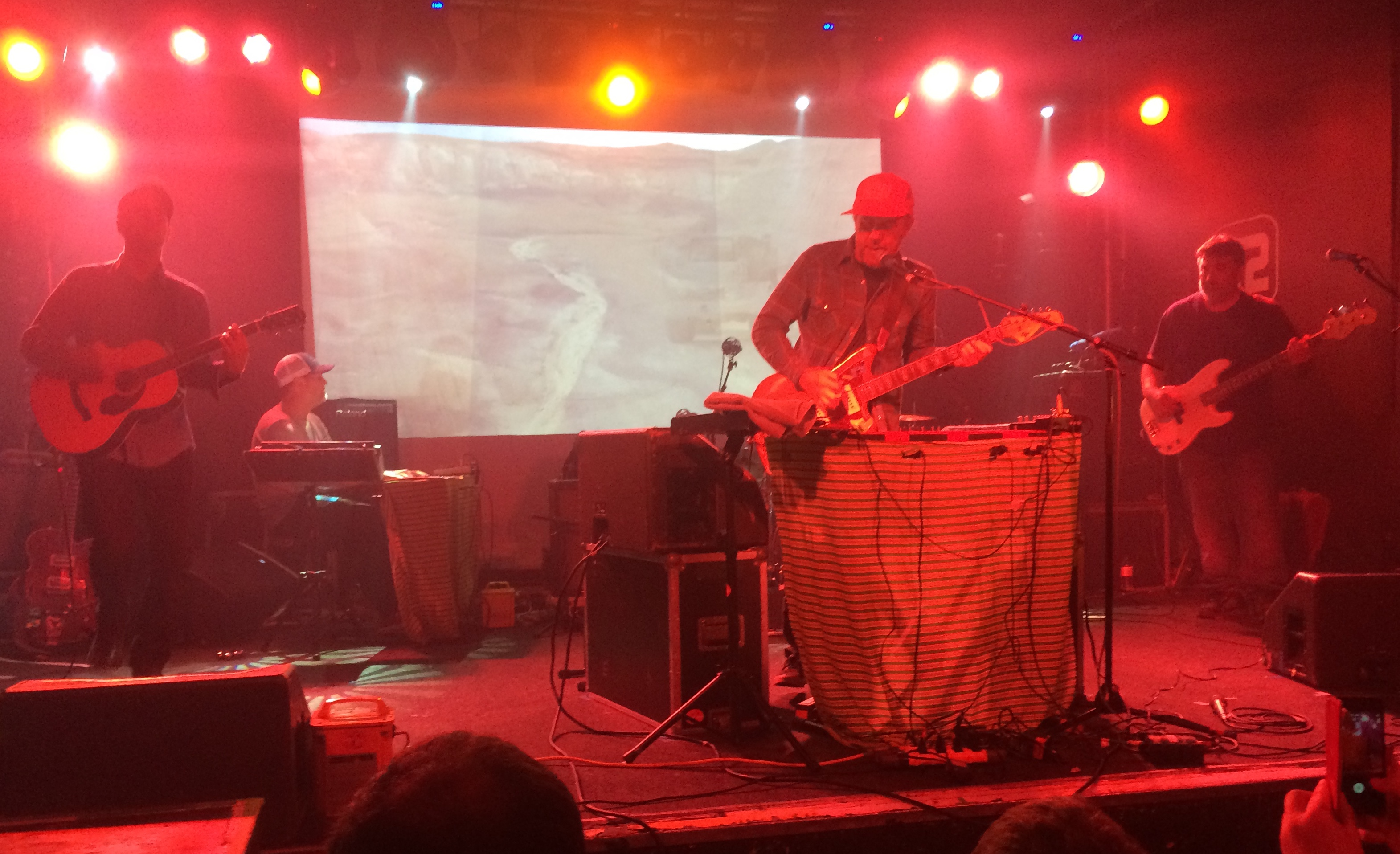
گرندددی در اجرای زنده در برایتون، انگلستان، ۱ آوریل ۲۰۱۷: کوین گارسیا در سمت راست.

س از دومین تور در تابستان ۲۰۱۶، گروه اعلام کرد که آلبوم جدیدی به نام جایگاه آخر (به انگلیسی: Last Place) در ۳ مارس ۲۰۱۷ منتشر خواهد شد و ویدیویی را با حضور بازیگر جیسون ریتر برای تک آهنگی از آلبوم با نام «Way We Won't» منتشر کرد. در مارس ۲۰۱۷، لایتل گفت که می‌تواند حداقل قول یک آلبوم دیگر گرندددی را بعد از آلبوم آخرین جایگاه بدهد، زیرا این اولین از دو آلبومی بود که گروه برای ساخت آن قرارداد بسته بود.
کوین گارسیا (متولد شده با نام کوین مایکل گارسیا در ۲۲ ژوئن ۱۹۷۵ در سن خوزه، کالیفرنیا) در ۲ می ۲۰۱۷ در سن ۴۱ سالگی، یک روز پس از تحمل یک «سکته مغزی شدید» درگذشت. او در سن ۱۵ سالگی به عضویت گرندددی درآمده بود پس از مرگ او، گروه تمام برنامه‌های زنده برنامه‌ریزی شده خود را لغو کرد. دو نمایش یادبود در مودستو برای اکتبر ۲۰۱۷ برنامه‌ریزی شده بود اما اینها نیز به دلیل اندوه مداوم اعضای گروه از درگذشت گارسیا لغو شد.
در نوامبر ۲۰۱۸ آهنگی با عنوان «گاومیش کوهان‌دار آمریکایی در دشت (به انگلیسی: Bison on the Plains)» منتشر شد که لایتل فاش کرد که قبل از اتمام آلبوم قبلی نوشته شده بود.

### ۲۰۲۰-اکنون: سوفتور سلامپ با پیانو چوبی و آینده گروه
در ۲۸ اوت ۲۰۲۰ اعلام شد که گرندددی آلبوم سال ۲۰۰۰ خود را (سوفتور سلامپ) را باز منتشر خواهند کرد اما غافلگیرانه، کل آلبوم توسط جیسون لایتل با پیانو و بدون هیچ ساز دیگری ضبط شده. این آلبوم ابتدا در زمان قرنطینه توسط جیسون لایتل ضبط شد و در نوامبر ۲۰۲۰ منتشر شد.
در اکتبر ۲۰۲۰، لایتل تأیید کرد که قصد دارد ششمین (و احتمالاً آخرین) آلبوم گرندددی را ضبط کند: «من دارم روی یک آلبوم انفرادی کار می‌کنم، سپس یک آلبوم گرندددی دیگه رو می‌سازم … می‌خواهم این آلبوم همه‌جانبه و جالب باشه. من برنامه‌هایی برای زندگیم دارم که اجرای زنده جزوشون نیست. می‌خواهم زمان بیشتری را در فضای باز و خارج از شبکه برق شهری بگذرانم.» لایتل توضیح داد که ممکن است آلبوم آخر نباشد: «من به تازگی آلبوم جدیدی از خودم را شروع کردم؛ این آلبوم به نام خودم خواهد بود، اما بلافاصله بعد از آن یک آلبوم جدید و بسیار بزرگ را شروع می‌کنم. آلبوم کامل گرندددی؛ من آن را آخرین [آلبوم گرندددی] نمی‌نامم، اما جامع‌ترین خواهد بود، و با یک مستند گره خواهد خورد».
در آوریل ۲۰۲۲، لایتل و گروهی از نوازندگان فرانسوی تور کوتاهی را در اروپا با نام «گرنددی و ارکستر ماشین گم شده» آغاز کردند و کل آلبوم سوفتور سلامپ را نواختند.
در ۲۵ فوریه ۲۰۲۳، لایتل از طریق توییتر در پاسخ به یکی از طرفداران اعلام کرد که آلبوم جدیدی آماده شده‌است و در اواسط سال منتشر خواهد شد.

## سبک موسیقی و تأثیرات
بیشتر موسیقی گروه با سینت سایزر آنالوگ لایتل و گیتار فازی، باس و درام بقیه گروه توصیف می‌شود. این گروه به‌طور گسترده‌ای به‌عنوان «اسپیس راک مستقل تلخ و شیرین»، «نئو روان‌گردان، راک ایندی شاد»، «پاپ روان‌گردان فضایی و رؤیایی» توصیف شده.
در حالی که سبک گروه گاهی به عنوان آلترناتیو کانتری توصیف شده‌است، از نظر لایتل این احساس موسیقی کانتری است که گروه در آغوش گرفته، نه سبک موسیقی. در روزهای اولیه، صدای لو-فای گروه با پیومنت مقایسه می‌شد. این گروه همچنین با ریدیوهد، ویزر، فلمینگ لیپس و الیوت اسمیت مقایسه شده‌است. در هنگام انتشار آلبوم سامدی، گروه با الکتریک لایت ارکسترا و آلن پارسونز پراجکت مقایسه شد.
لایتل هر دو گروه بیلتز و ELO را به‌عنوان تأثیرگذاران ذکر کرد، و در سال ۲۰۰۳ اظهار داشت: «من کاملاً با ELO و جف لین هماهنگم - من آن مرد را مثل کف دستم می‌شناسم.» او در سال ۲۰۰۹ اظهار داشت: «فکر می‌کنم بیشتر تأثیرات موسیقی بر من در پنج یا شش سالگی شکل گرفته‌است». آوازهای لایتل با نیل یانگ مقایسه شده‌است.

### مضامین غنایی
مضامین متداول ترانه‌های گروه شامل فناوری و مقاومت در برابر تغییر است. آدرین بگرند، که برای پاپ‌مترز می‌نویسد، اشعار آلبوم سوفتور سلامپ را به عنوان «تلاش فردی برای فراتر رفتن از فراوانی تکنولوژی در سبک زندگی شهری امروزی، در جستجوی چیزی واقعی‌تر، طبیعی‌تر و شبانی‌تر» توصیف می‌کند. بن سیساریو از نیویورک تایمز اظهار داشت که گروه «موسیقی متن از خود بیگانگی دوران دات‌کام را ارائه کرده و با صدایی ترک خورده و در عین حال بی‌گناه از زندگی‌ای که خیره به صفحه کامپیوتر سپری شد، آواز می‌خواند.» راس رایهالا، در بررسی سامدی برای مجله اسپین، در مورد «همذات پنداری لایتلِ گیک با فناوری» نوشت.
لایتل در سال ۲۰۰۳ همدلی خود را با ماشین‌ها توضیح داد و گفت: «من با زندگی در میان اشیاء بی‌جان، ارتباط با چیزهای خاصی را آسان‌تر می‌کنم» و اینکه چگونه آهنگ «من در آماده‌باش هستم (به انگلیسی: I'm on Standby)» دربارهٔ ارتباط لایتل با یک تلفن همراه است: «من خیلی تلاش کردم و زمان زیادی برای یادگیری هنر خاموش کردن، در حالی که هنوز «روشن» هستید گذاشتم».
لایتل دربارهٔ آهنگ‌های «گزیده‌ای از خاطرات تاد زیلا» گفت: «به دلایلی، آن آلبوم با مفهوم اینکه از محیط اطرافت خسته شدی گره خورده». او در سال ۲۰۰۱ اظهار داشت: «من قدردانی فزاینده‌ای نسبت به آنچه ساده و طبیعی است دارم. من این را از فضای باز دریافت می‌کنم، و از دیدن انباشت زباله‌ها و ضایعات باعث میشه خیلی در موردش خوشحال نباشم».

## فنون ضبط
انتشارات گروه عموماً در استودیوهای موقت در خانه‌ها، گاراژها و انباری‌ها ضبط و میکس می‌شد، اگرچه دو آلبوم آخر در یک مرکز مجهز میکس شدند. اگرچه اجراهای زنده از یک گروه کامل استفاده می‌کردند، اما بسیاری از ضبط‌ها توسط لایتل به تنهایی با استفاده از ضبط‌های آنالوگ و پرو تولز انجام می‌شد. او بخش‌های آواز خود را نزدیک به سیم پیانو ضبط می‌کرد تا به گفته خودش «اثر شبح» مانندی داشته باشد.

لایتل در مورد شرایط مناسب برای ضبط و اینکه چگونه آثار گرندددی بیشتر به یک تلاش انفرادی تبدیل شد گفته:
اوایل سعی کردم تا جایی که امکان دارد افراد را وارد کنم. سپس متوجه شدم که جادو در این است که من چیزهایی را از ذهنم خارج کنم و آنها را روی نوار بگذارم، و این ممکن نیست مگر اینکه کاملاً تنها باشم. این گاهی وقت‌ها در مورد میزان مناسب قند خون و خماری است. و من واقعاً تحت تأثیر آب و هوا هستم. اگر [آب و هوای] بیرون خیلی خوب باشه، درون بودن برای من دیوانه‌کننده میشه. همه در مورد تقابل بین فناوری و طبیعت صحبت می‌کنن، اگر این چنین چیزی باشه: ببینید بهترین دوستان من چه کسانی هستند، یک مشت پلاستیک و مدار و برق. در صورتی که باید اون بیرون در حال دویدن باشم و زنبورها به دنبال من.

## دیسکوگرافی

#### آلبوم‌های استودیویی
- جشن پیچیده همراه با نظریات (به انگلیسی: Complex Party Come Along Theories) (۱۹۹۴)
- به تلاشگر ضربه نزن (به انگلیسی: Don't Sock The Tryer) (1995)
- زیر آزادراه غربی (به انگلیسی: Under the Western Freeway) (1997)
- نسبت سیگنال به برف (به انگلیسی: Signal to Snow Ratio) (1999)
- مجموعه دلپذیر شکسته (به انگلیسی: The Broken Down Comforter Collection) (1999)
- سوفتور سلامپ (به انگلیسی: The Sophtware Slump) (2000)
- تپه‌های بتنی (به انگلیسی: Concrete Dunes) (2002)
- سامدی (به انگلیسی: Sumday) (2003)
- گزیده‌هایی از خاطرات تاد زیلا (به انگلیسی: Excerpts from the Diary of Todd Zilla) (2005)
- درست مثل گربه خانبادگی (به انگلیسی: Just Like the Fambly Cat) (2006)
- جایگاه آخر (به انگلیسی: Last Place) (2017)